# Zygmunt Kruszelnicki (historyk sztuki)
Zygmunt Kruszelnicki (ur. 1 czerwca 1927 w Toruniu, zm. 15 grudnia 2022) – polski historyk sztuki, profesor zwyczajny Uniwersytetu Mikołaja Kopernika w Toruniu.

## Życiorys
Urodził się jako syn Tadeusza, urzędnika Urzędu Wojewódzkiego, oraz Janiny z d. Arkusiewicz, filologia klasycznego i nauczycielki łaciny w Miejskim Gimnazjum Żeńskim w Toruniu. Wnuk Franciszka Kruszelnickiego. Rodzice przybyli do Torunia po 1920 z zaboru austriackiego. W latach 1934–1939 uczęszczał do prywatnej Pomorskiej Szkoły Powszechnej w Toruniu, kończąc w 1939 piątą klasę. W końcu listopada 1939 rodzina Kruszelnickich została wysiedlona przez okupanta z Torunia. Na początku 1940 Kruszelniccy wyjechali całą rodziną do Jugosławii, do Sarajewa, gdzie przetrwali okres hitlerowskiej okupacji.
W październiku 1945 rodzina powróciła do Torunia. Po zdaniu eksternistycznie matury przed Komisją Kwalifikacyjną przy Kuratorium Okręgu Szkolnego w Toruniu, rozpoczął w 1946 studia na Uniwersytecie Mikołaja Kopernika na kierunku historia sztuki, a następnie, w 1947, również z etnografii.
W 1948 podjął pracę na uczelni. W 1952 obronił doktorat, a 13 lat później uzyskał habilitację i stanowisko docenta. Od 1976 pracował w Instytucie Sztuki PAN w Warszawie. W 1985 uzyskał tytuł profesora nauk humanistycznych. Na Uniwersytet Mikołaja Kopernika w Toruniu powrócił w 1990 do Zakładu Historii Sztuki (którym kierował) w Instytucie Zabytkoznawstwa i Konserwatorstwa. Rok później otrzymał stanowisko profesora zwyczajnego. W 1997 przeszedł na emeryturę. Nadal jednak prowadził seminaria oraz konwersatorium.
Wydał wiele publikacji, m.in. „Historyzm w sztuce Torunia XVIII w.”, „Historyzm i dogmatyzm w sztuce Reformacji”, „Historiografia sztuki Gdańska i Pomorza”, „Tematyka krzyżacka w sztuce polskiej”.
Odznaczony Złotym Krzyżem Zasługi, Medalem Komisji Edukacji Narodowej oraz „Medalem za zasługi położone dla rozwoju Uczelni”.
Pochowany na cmentarzu św. Jerzego w Toruniu.